# Nikos Andrulakis
Nikos Andrulakis, gr. Νίκος Ανδρουλάκης (ur. 7 lutego 1979 w Heraklionie) – grecki polityk, działacz partyjny i młodzieżowy, poseł do Parlamentu Europejskiego VIII i IX kadencji, deputowany krajowy, przewodniczący Panhelleńskiego Ruchu Socjalistycznego (PASOK) i Ruchu na rzecz Zmian (KINAL).

## Życiorys
Ukończył inżynierię lądową na Uniwersytecie im. Demokryta w Tracji, odbył studia doktoranckie z zakresu filozofii. Pracował jako inżynier, nauczyciel, a także w branży turystycznej. Od 1997 działał w organizacji studenckiej PASP, w 2001 wszedł w skład władz krajowych młodzieżówki PASOK-u. Awansował również stopniowo w strukturze partyjnej, był wybierany kolejno do rady krajowej i rady politycznej, zaś w 2013 objął stanowisko sekretarza politycznego Panhelleńskiego Ruchu Socjalistycznego.
W wyborach europejskich w 2014 z ramienia współtworzonego przez PASOK Drzewa Oliwnego uzyskał mandat eurodeputowanego VIII kadencji. W 2019 z powodzeniem ubiegał się o reelekcję.
W grudniu 2021 w drugiej turze partyjnych wyborów pokonał Jorgosa Papandreu, stając się nowym przewodniczącym federacji Ruch na rzecz Zmian (KINAL) (i jednocześnie liderem Panhelleńskiego Ruchu Socjalistycznego). W maju 2023 zrezygnował z mandatu w Europarlamencie w związku ze startem w wyborach krajowych w maju 2023, w których został wybrany do Parlamentu Hellenów. W czerwcu 2023 ponownie uzyskał mandat deputowanego.